# Wacław Szymanowski
Wacław Szymanowski (Varsóvia, 23 de agosto de 1859 – Varsóvia, 22 de julho de 1930) foi um escultor e pintor polonês. É conhecido principalmente por sua estátua de Frédéric Chopin no Parque Łazienki, em Varsóvia.